# Supremo consiglio privato
Il Supremo consiglio privato della Russia imperiale è stato fondato l'8 febbraio 1726 come un corpo dei consiglieri dell'imperatrice Caterina I.
In origine il Consiglio era composto da sei membri: Aleksandr Menšikov, Fëdor Apraksin, Gavriil Golovkin, Andrej Osterman, Pëtr Tolstoj e Dmitrij Michajlovič Golicyn. Alcuni mesi più tardi, il genero di Caterina, Carlo Federico, duca di Holstein-Gottorparl entrò nel Consiglio. Durante il regno di Caterina, il Consiglio era comandato dal suo ex amante, il principe Menshikov.